# Deutsche Forschungsflotte

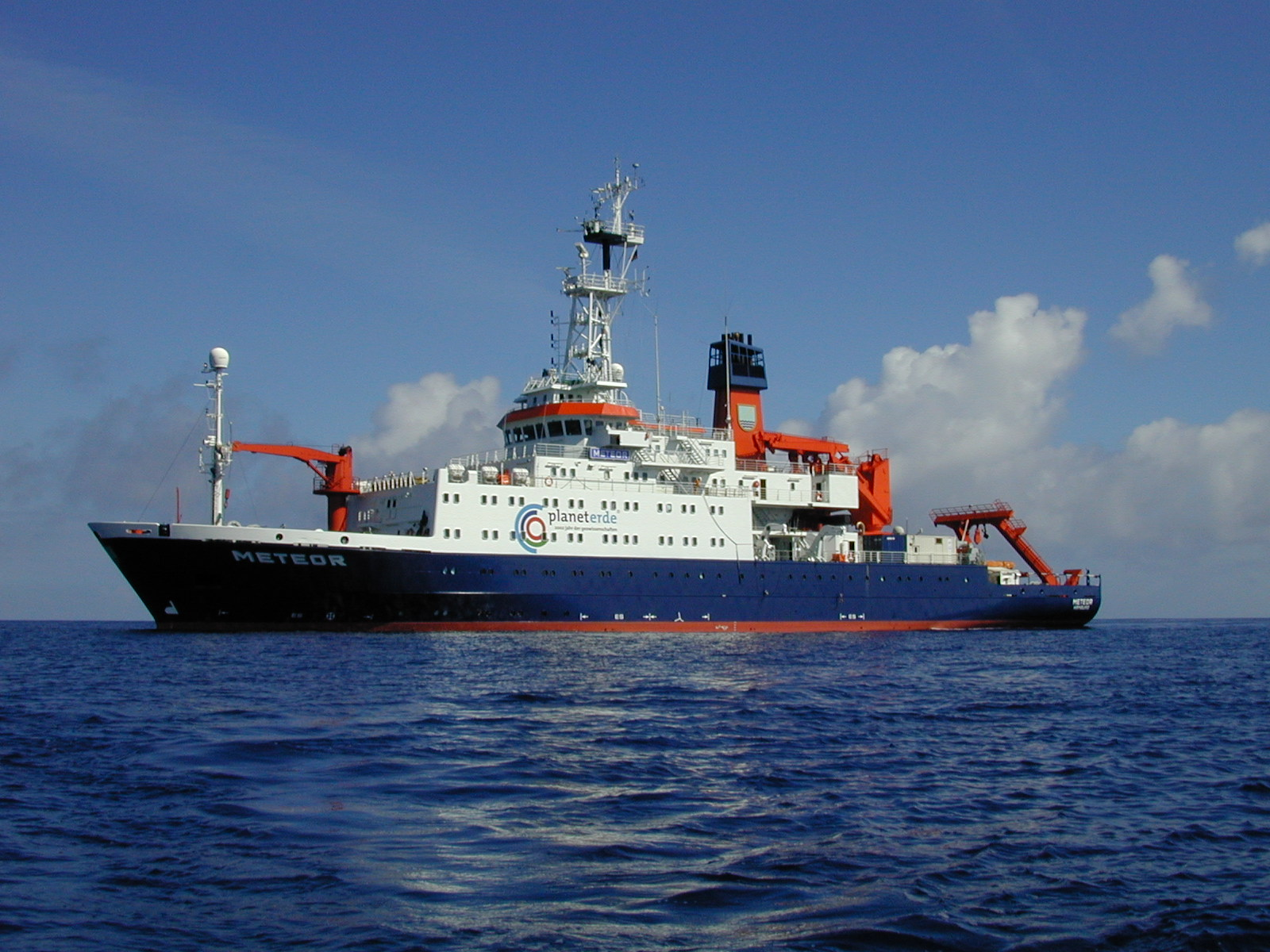
Die Meteor

Die deutsche Forschungsflotte sind die zivilen Forschungsschiffe der im Konsortium Deutsche Meeresforschung zusammengeschlossenen Forschungseinrichtungen. Sie betreiben derzeit 19 deutsche Forschungsschiffe. Dazu gehören unter anderem die eisbrechende POLARSTERN des Alfred-Wegener-Instituts und die durch die Leitstelle Deutsche Forschungsschiffe der Universität Hamburg betreuten Forschungsschiffe MARIA S. MERIAN, METEOR und SONNE.

## Aufgaben
Deutsche Forschungsschiffe übernehmen vielfältige Forschungsaufgaben auf den Weltmeeren. Sie stellen wissenschaftliche Labore auf dem Wasser dar. Viele Prozesse in den Ozeanen lassen sich nur von Schiffen aus erforschen und dokumentieren. Auf den Schiffen werden Fragestellungen in den verschiedenen Disziplinen bearbeitet: Arktis-, Antarktis-, Eis- und Polarforschung, Geologie, Erforschung von Meeresströmungen, Meteorologie, Schiffbau, Fischfang, Meeresbiologie und Unterwasserarchäologie.
Die Schiffe werden von Forschungseinrichtungen, Universitäten oder Behörden betrieben. Die größten wissenschaftlichen Institutionen, die aktive Schiffe betreiben, sind im Konsortium Deutsche Meeresforschung (KDM) zusammengeschlossen und betreiben ihre Schiffe als eine Flotte: die deutsche Forschungsflotte.

## Entwicklung
In den 2000er Jahren wurde den betreibenden Institutionen immer deutlicher, dass die jeweils betriebenen Schiffe einer Modernisierung bedürfen. Im Herbst 2010 legte der Wissenschaftsrat der Deutschen Forschungsgemeinschaft (DFG) dem Bundesforschungsministerium Vorschläge vor, Ersatz für die großen deutschen Forschungsschiffe Poseidon (Baujahr 1976), Meteor (Baujahr 1985) und Polarstern (Baujahr 1982) zu schaffen. Diese Vorschläge wurden vom KDM unterstützt. Wesentlich ist die Empfehlung, ein neues eisbrechendes Schiff bis 2016 zu bauen und über einen begrenzten Zeitraum zeitgleich zwei Polarforschungsschiffe zu betreiben, um parallele ganzjährige Untersuchungen in Arktis und Antarktis möglich zu machen.
Kapazitäten bei mittelgroßen Forschungsschiffen zu reduzieren, die vor allem in Nord- und Ostsee und in Schelf- und Randmeeren zum Einsatz kommen, sieht das KDM kritisch. Viele gesellschaftlich relevante Fragen müssten in den Küstengewässern erforscht werden, und deshalb seien die Schiffe damit ein wichtiger Teil der EU-Forschungsstrategien.

## Erneuerung der deutschen Forschungsflotte ab 2012

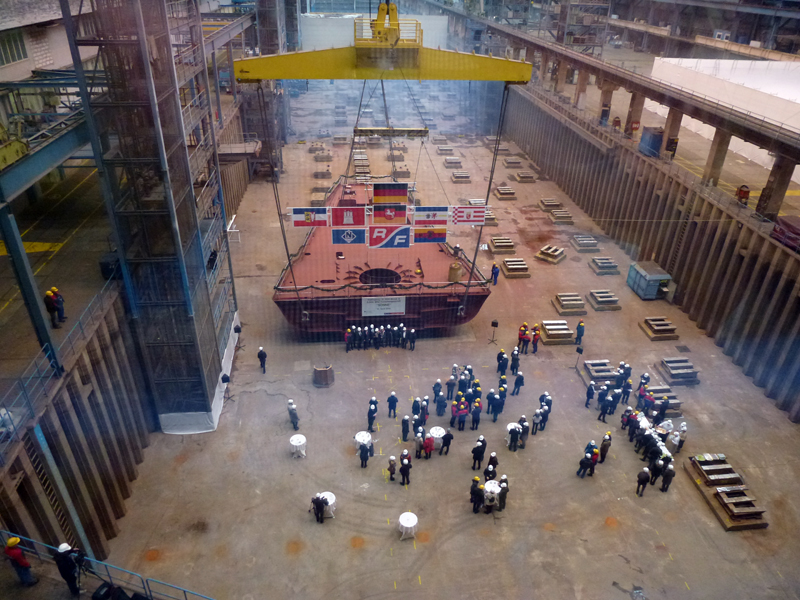
Kiellegung der Sonne in der Meyer Werft in Papenburg am 12. April 2013

Die maßgebenden Kriterien für die Entscheidung einer Flottenerneuerung waren die steigenden Betriebskosten der überalterten Schiffe, Ausfallrisiken, erhöhte sicherheitstechnische und umweltrelevante Standards sowie die Einsatzmöglichkeit neuer Forschungstechnik. Die von der Bundesregierung 2012 vorgelegte Strategie nahm den Großteil der bereits 2010 vom Wissenschaftsrat formulierten Empfehlungen auf. Das erste konkrete Projekt wurde der 2014 in Dienst gestellte Neubau des FS SONNE.
Folgende weitere Schiffe sollen durch Neubauten ersetzt werden:
- Die POLARSTERN von 1984 soll durch einen modernen Forschungseisbrecher zu einem Kostenpunkt von 1,2 Mrd. Euro ersetzt werden. Sie gilt als prestigeträchtigstes Schiff, um die führende Rolle Deutschlands in der weltweiten Meeres- und Polarforschung zu sichern.
- Ende 2019 wurde das Forschungsschiff POSEIDON (1976) des Helmholtz-Zentrums für Ozeanforschung Kiel (GEOMAR) nach einer Einsatzzeit von fast 44 Jahren außer Dienst gestellt[1].
- Als Ersatz für das ehemalige Forschungsschiff POSEIDON und das noch im Einsatz befindliche Forschungsschiff METEOR (1986) ist nach dem Vorbild der SONNE (2014) seit 2023 die Nachfolge METEOR IV im Bau. Die Fertigstellung ist für 2026 geplant.[2]
- Das Ausschreibungsverfahren über die Vergabe des Baus und der betriebsfertigen Lieferung des Forschungsschiffes METEOR IV wurde mit einer entsprechenden Bekanntmachung vom 30. Juni 2020 gestartet[3]

## Umweltstandards
Deutsche Umweltverbände kritisierten 2013, dass neben der neuen Sonne auch die 15 weiteren deutschen Forschungsschiffe (aktiv oder geplant) nicht über aktuelle Umweltstandards verfügen. Die Bundesregierung forderte in ihrer 2013 veröffentlichten Mobilitäts- und Kraftstoffstrategie den Einsatz von SCR-Katalysatoren und Dieselrußpartikelfiltern. Auf dem bundeseigenen Schiff wird aber kein Dieselrußpartikelfilter eingebaut.